# Gunnared och Hammarkullen
Gunnared och Hammarkullen ist ein Tätort in der schwedischen Provinz Västra Götalands län sowie der historischen Provinz (landskap) Västergötland. Er erstreckt sich etwa 7 bis 14 Kilometer nordnordöstlich des Zentrums der Provinzhauptstadt Göteborg im hügeligen Gebiet östlich des Göta älv und liegt auf dem Territorium des Göteborger Stadtbezirks (stadsdelsnämnd) – beziehungsweise Gemeindeteils der Gemeinde Göteborg – Angered.
Obwohl faktisch Stadtteil und auch verwaltungstechnisch der Stadt Göteborg unterstellt, wurde der Tätort 2015 erstmals vom Statistiska centralbyrån separat ausgewiesen, da die durchgehende Wohnbebauung des Gebietes räumlich soweit von der des Tätorts Göteborg getrennt liegt, dass sie der Definition eines Tätorts entspricht. Gunnared och Hammarkullen umfasst etwa das Gesamtgebiet der bevölkerungsreichsten und dichtbebautesten Primärgebiete (primärområde) im Westteil des Stadtbezirkes Angered: Agnesberg, Angereds Centrum, Eriksbo, Gårdstensberget, Hammarkullen, Hjällbo, Linnarhult, Lövgärdet und Rannebergen – nur die zwei eher ländlich geprägten Primärgebiete Bergum und Gunnilse im Süden bis Osten des Stadtbezirks gehören nicht dazu; dort liegen unter anderem die eigenständigen Tätorte Angered, Olofstorp und Stenared.
Der Name des Tätorts setzt sich zusammen aus der früheren (vor Bildung des Stadtbezirks Angered 2011) Bezeichnung des nördlichen Teils des Stadtbezirkes, Gunnared, die wiederum auf den Namen der 1971 während der Bebauung des Gebietes entstandenen Kirchengemeinde Gunnareds församling zurückgeht (seit 2016 auch gleichnamiger Distrikt), sowie dem Namen des größten Wohngebietes im südlichen Teil, Hammarkullen. Der Ort ist geprägt von überwiegend in den 1960er- bis 1970er-Jahren im Rahmen des Millionenprogramms entstandenen Plattenbau- und Reihenhaussiedlungen; insbesondere in den südlichen Bereichen Eriksbo, Hjällbo und Linnarhult gibt es auch zum Teil ältere Individualbebauung.

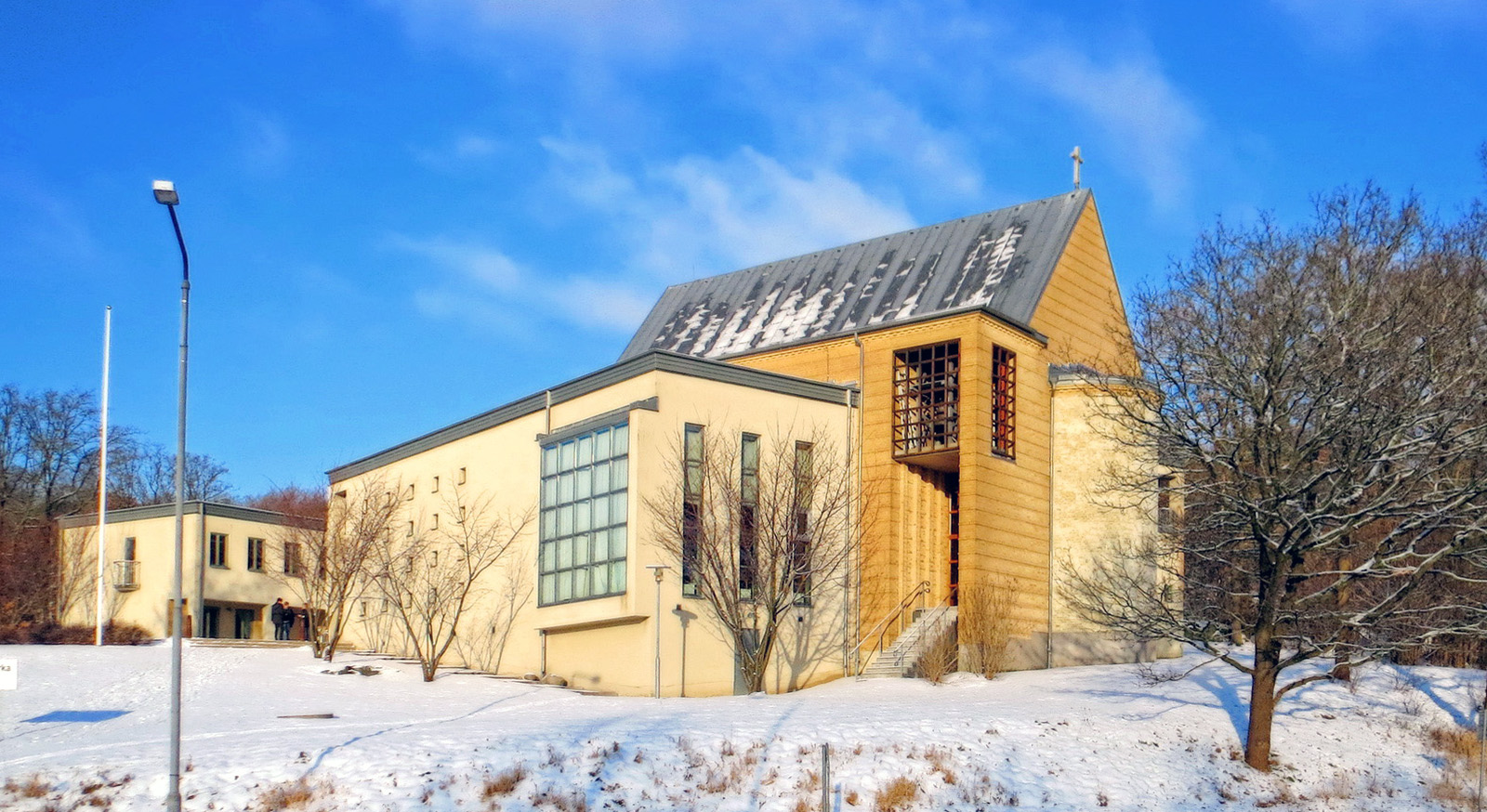
Gunnared-Kirche, Zentrum der namensgebenden Kirchgemeinde
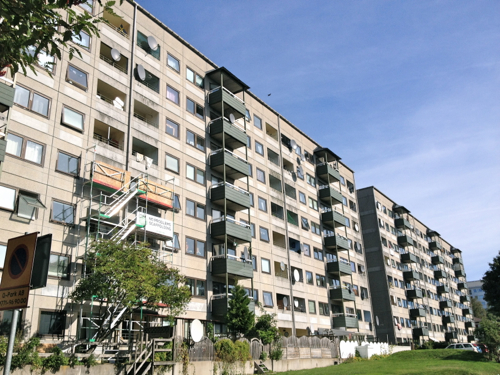
Millionenprogrammsbauten in Hammarkullen
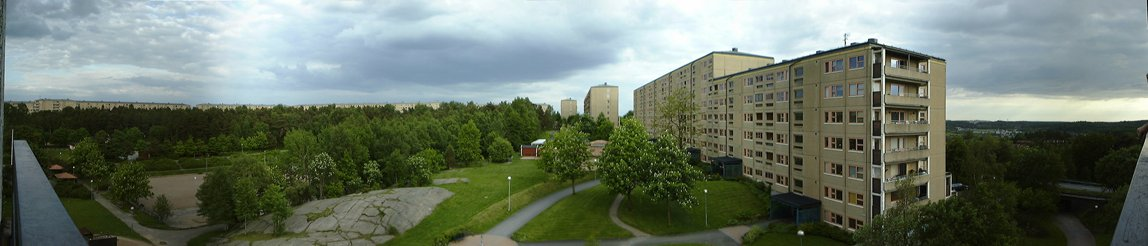
Wohngebiet Rannebergen